# Gbich
Gbich est un journal satirique ivoirien célèbre pour sa rubrique Cauphy Gombo, un escroc qui ne recule devant rien pour faire du profit (rubrique qui a même fait l'objet d'une adaptation en série télévisée avec Michel Gohou dans le rôle de Cauphy Gombo), mais aussi pour transformer l'actualité politique en plaisanterie.
Gbich! est un journal d'humour et de bande dessinée. Édité chaque semaine à Abidjan, Gbich! est un baromètre de la vie sociale en Côte d'Ivoire. Les rubriques proposées collent au vécu quotidien des lecteurs. Il s'agit des bandes dessinées comme Cauphy Gombo, Tommy Lapoasse, Jo' Bleck, Papou (créé par Willy Zekid, Gnamankoundji Zekinan ou Sergent Deutogo (de Bob Kanza) mais également des chroniques écrites comme « Enquête Exprès », « Et dit tôt », « Z yeux voient pas, bouche parle », « Courrier Drap ». Ce journal est la première publication satirique du genre en Côte d'Ivoire. Gbich! est né en 1999 à partir d'une idée de Zohoré Lassane, Illary Simplice (Dessinateurs), Bledson Mathieu (Journaliste) et Adrien Bonné (Financier). De nombreux journaux calqués sur le modèle de Gbich! sont nés quelques années plus tard. 
Ce nom quelque peu bizarre est la transcription d'une onomatopée. Selon les auteurs du journal, c'est le son qu'on entend lorsque quelqu'un reçoit un violent coup de poing. Cette idée est également traduite par le slogan du journal : Le journal d'humour et de bande dessinée qui frappe fort!. 

## Rubriques écrites
- Et dit tôt! (édito)
- Enquête Exprès (dossier de la semaine)
- Z'yeux voient pas, bouche parle (les potins)
- Courrier drap (conseils matrimoniaux)
- Affaires Moussocologiques (tout sur les femmes)
- Gbichaaan! (tirs sur tout ce qui ne tourne pas rond)

### Extraits
- Quelques extraits de toutes les rubriques de Gbich!

### Sources
- Christophe Cassiau-Haurie, Dictionnaire de la bande dessinée d'Afrique francophone, Éditions L'Harmattan, 2013, 378 p. (lire en ligne), p. 135
- Damien Glez, « Gbich!, un éclat de rire ivoirien », sur slateafrique.com, 5 janvier 2012 (consulté le 20 avril 2014)
- Céline Zünd, « A Abidjan, l’humour de «Gbich!» pour conjurer le drame », sur letemps.ch, 10 juin 2011 (consulté le 20 avril 2014)